# Solution de continuité
L'expression solution de continuité est une expression de la langue française, reprise comme titre de plusieurs ouvrages. Elle signifie « interruption dans la continuité de quelque chose de concret ou d’abstrait », et provient du vocabulaire de la chirurgie.

## Expression

### Définition
Solution de continuité signifie « rupture dans la continuité d'une chose concrète ou abstraite ».
Le plus proche synonyme de cette expression est « interruption ».

### Origine et historique
Cette expression vient du latin solutio, à rapprocher du verbe solvere, « dissoudre » ; le terme exprime la séparation d'éléments auparavant liés.
Une solution de continuité est donc la perte de la continuité, de la cohérence, de la permanence ; c'est le sens qu’a pris aujourd’hui le mot « dissolution », sens qui était étymologiquement celui du mot solution : séparation des parties, destruction, désagrégation.  Ainsi, le syntagme solution de mariage est attestée en 1549 pour désigner le divorce, littéralement « dissolution du mariage ».
L'expression « solution de continuité » est attestée dès 1314 dans le vocabulaire de la chirurgie, et désignait alors les plaies et les fractures, c'est-à-dire des pertes de continuité dans la peau, dans l’os. À partir de 1546, elle prend le sens de « séparation » en parlant de choses concrètes, puis abstraites à partir de 1680. Dans le domaine médical, l'expression est toujours utilisée au XXIe siècle.
Cet emploi initial en registre anatomique est l'occasion pour Rabelais (Pantagruel, ca 1533, chap. XV) et La Fontaine (à la fin de son conte Le diable de Papefiguière, 1674,) d'un sous-entendu grivois : dans les deux cas, le syntagme « solution de continuité » y désigne la vulve, assimilée humoristiquement à une plaie béante causée par un coup de hache ou de griffe. Selon l'édition Pléiade des Œuvres complètes de Rabelais, l'expression aurait appartenu à l'époque à la philosophie scolastique. Cette grivoiserie est reprise au XVIIIe siècle, avec une référence explicite à La Fontaine, par Nerciat dans Mon noviciat, ou les Joies de Lolotte. En 1864, l'écrivain Alfred Delvau dans son Dictionnaire érotique moderne écrit : « Solution de continuité. La nature de la femme, où il y a en effet une sorte d’interruption de surface ».

### Compréhension
Des occurrences littéraires de l'expression permettent de la comprendre en la contextualisant. Par exemple chez Boris Vian : « Presque aussitôt, il prit conscience d’un brusque changement de décor ; malgré quoi il n’eut pas la notion d’une interruption, d’une solution de continuité quelconque » ; ou encore chez Michel Zévaco : « Ils avaient cherché d’instinct la porte, le trou par où ils étaient entrés, et ils ne la trouvèrent plus ; cette porte devait sans doute se fermer hermétiquement au moyen d’un mécanisme : sur la muraille, aucune ligne indiquant la solution de continuité, plus de porte ! ». De même ces citations de Victor Hugo : « J'ajoute que tout mon théâtre tend à la dignification de la femme. Mon plaidoyer pour la femme est, vous le voyez, ancien et persévérant, et n'a pas eu de solution de continuité » et « Une révolution, qu'est-ce que cela prouve ? Que Dieu est à court. Il fait un coup d'Etat, parce qu'il y a solution de continuité entre le présent et l'avenir, et parce que, lui Dieu, il n'a pas pu joindre les deux bouts. ».
Mais l'expression est parfois interprétée à rebours de sa signification correcte, solution étant alors interprété comme succès de... ou garantie de.... Cette erreur pourrait être rangée parmi les exemples de cacosémie.
Ainsi le quotidien belge Le Soir écrit : « Bien des francophones ne donnent pas à solution son sens technique de « séparation, interruption », mais l’associent à une (vague) opération mentale de « résolution ». Une solution de continuité dans un raisonnement est ainsi comprise comme une constance dans le raisonnement, alors qu’il s’agit en réalité d’une rupture dans la cohérence de ce raisonnement ». Le quotidien Le Monde relève de façon analogue le 23 mai 2014 une mauvaise compréhension de cette expression de la part de son directeur Louis Dreyfus : « Pour la suite, il est aujourd’hui indispensable de mettre en place, dans des délais courts, une solution de continuité qui préserve la fonction de directeur… ».
La Cour de cassation a ainsi été appelée à donner un avis lors d'une procédure juridique dans laquelle un patient avait mal interprété l'expression « solution de continuité » figurant dans un compte rendu médical,.
Lors des traductions de textes à l'Organisation des Nations unies (ONU), la traduction du syntagme en langue anglaise without any interruption par « sans solution de continuité » a été contestée par un francophone qui révélait ainsi son ignorance. Bien que l’expression « sans solution de continuité » signifie « sans interruption », c’est cette dernière expression qui est désormais privilégiée à l’ONU pour éviter tout malentendu.

## Ouvrages
Solution de continuité est le titre de plusieurs ouvrages :
- Gérard Cogez, « Solution de continuité » in Leiris sur le lit d’Olympia, 1993, p. 9-36 [lire en ligne]
- Jean Demélier, Solution de continuité, gravures de Jan Arons, 1988 [présentation en ligne]
- Doris et Jean-Louis Le May, Solution de continuité, éditions Fleuve Noir, 1969 [présentation en ligne]
- Françoise Pétrovitch, Solution de continuité, 2014  (ISBN 978-2-91519-976-5) [présentation en ligne]
- Georges Perec, Sans solution de continuité, 2005 [présentation en ligne]